# 大部屋俳優
大部屋俳優（おおべやはいゆう）は、演劇や映画などに出演する俳優たちのうち、主だった役柄以外の役を演じる位置付けの低い役者たちを指す表現。元々は、歌舞伎において、地位が低いために個別の楽屋が与えられず、大人数でひとつの大きな楽屋＝大部屋を共用する役者たちを「大部屋」と称したことに由来する。

## 歌舞伎
江戸時代、歌舞伎役者たちは、主だった役柄を演じる名題（なだい）の下に、相中（あいちゅう）、中通り（ちゅうどおり）、下立役（したたちやく）などの身分があり、個別の楽屋が割り当てられる名題以外の役者は、楽屋の3階に設けられた板の間に雑居していた。このため、「三階」、「三階さん」といった呼称も用いられた。ただし、最下層の下立役の部屋は、実際には1階にあった。こうした厳しい身分制度は、明治末期まで残っていたといわれる。

## 映画
大部屋俳優も、主役級の俳優たちと同じく特定の映画会社と雇用契約を結ぶが、その契約形態は大きく異なっている。概ね1960年代まで一般的であった専属契約では、主役級などの俳優が、出演本数に基づいて出演料が支払われた。しかし、大部屋俳優は、定額の月給制で、危険を伴う演技など何らかの特別な場合に一定の手当が加算されるという形であった。東宝の場合、前者を「Aホーム」、後者を「Bホーム」と称し、後者の中でもエキストラやスタントを含めておこなう者を「B2」と分類していた。
唐沢民賢によれば、東映京都撮影所の大部屋俳優は撮影所契約の月給制だが、会社に認められて本社契約を勝ち取れば、年6本の本編（映画）専属契約となり、ギャラも跳ね上がるという。
大部屋に所属する俳優の数は、数十人から百人以上に及ぶこともある。大部屋出身の俳優である土平ドンペイの回想によると、1990年代の松竹京都撮影所の大部屋には、実際には男性用の4畳半ほどの部屋が3室ほどと、少し広い女性用の部屋1室があり、そこに20人ほどがいたという。2018年に、東映が東映京都撮影所の大部屋にあたる「俳優事務所」の一元化をしたところ、所属俳優の規模は、もっぱら東映太秦映画村での殺陣のパフォーマンスにあたる者なども含め、180人ほどとなった。
大部屋の俳優は、端役を演じ、出演者としてクレジットされることもあるが、エキストラ同然の扱いでクレジットされないこともある。大部屋俳優の多くは、俳優としての一本立ちを目指す比較的若い者たちであるが、中には山内八郎、加藤茂雄、福本清三、小峰隆司のように、ベテランに至るまで大部屋で過ごし、大部屋俳優として名を残した者もいる。
また、怪獣映画などのスーツアクターも、大部屋俳優が務める例があった。初代ゴジラのスーツアクターとして知られた中島春雄もその例である。

## 大部屋出身の俳優
大部屋出身であることが、しばしば言及される俳優、女優の例。
- 石倉三郎[14]
- 川谷拓三[5][15]
- 志賀勝[5][15]
- 谷よしの[16]
- 土平ドンペイ[9]